# Manchester United WFC
Manchester United WFC är en engelsk damfotbollsklubb med säte i Leigh, Greater Manchester som grundades 2018 efter ekonomiskt stöd från moderklubben Manchester United. Klubbens smeknamn är "The Red Devils" (De röda djävlarna).
Den allra första säsongen som nytt lag (2018/2019) spelade Manchester United WFC i ligan FA Women's Championship, vilken de vann och avancerade till FA Women's Super League. Publikrekordet för  Manchester United WFC:s hemmamatcher är 43 615 personer, i en match mot rivalen Manchester City WFC på  Old Trafford.

## Placering tidigare säsonger
| Säsong    | Nivå | Liga                    | Placering | Referens | Notering                                |
| --------- | ---- | ----------------------- | --------- | -------- | --------------------------------------- |
| 2018–2019 | 2    | FA Women's Championship | 1         | [ 1 ]    | Uppflyttad till FA Women's Super League |
| 2019–2020 | 1    | FA Women's Super League | 4         | [ 2 ]    |                                         |
| 2020–2021 | 1    | FA Women's Super League | 4         | [ 3 ]    |                                         |
| 2021–2022 | 1    | FA Women's Super League | 4         | [ 4 ]    |                                         |
| 2022–2023 | 1    | FA Women's Super League | 2         | [ 5 ]    |                                         |
| 2023–2024 | 1    | FA Women's Super League | 5         | [ 6 ]    |                                         |

## Spelare

### Nuvarande trupp
| Nr | Land          | Pos | Namn                 |
| -- | ------------- | --- | -------------------- |
| 1  | England       | MV  | Emily Ramsey         |
| 2  | England       | F   | Martha Harris        |
| 3  | Norge         | F   | Maria Thorisdottir   |
| 5  | England       | F   | Abbie McManus        |
| 7  | England       | A   | Ella Toone           |
| 10 | England       | MF  | Katie Zelem (Kapten) |
| 11 | England       | A   | Leah Galton          |
| 12 | Wales         | MF  | Hayley Ladd          |
| 13 | Brasilien     | A   | Ivana Fuso           |
| 14 | Nederländerna | MF  | Jackie Groenen       |

| Nr | Land      | Pos | Namn            |
| -- | --------- | --- | --------------- |
| 16 | England   | A   | Lauren James    |
| 17 | Spanien   | F   | Ona Batlle      |
| 18 | Skottland | A   | Kirsty Hanson   |
| 20 | Skottland | F   | Kirsty Smith    |
| 21 | England   | F   | Millie Turner   |
| 22 | England   | MV  | Fran Bentley    |
| 23 | England   | A   | Alessia Russo   |
| 27 | England   | MV  | Mary Earps      |
| 37 | England   | MF  | Lucy Staniforth |

### Lån
| Nr | Land      | Pos | Namn                                           |
| -- | --------- | --- | ---------------------------------------------- |
| 6  | England   | MF  | Aimee Palmer (lån till Sheffield United)       |
| 23 | Skottland | F   | Charlotte Newsham (lån till Huddersfield Town) |